# 亚尔科·伊莫宁
亚尔科·伊莫宁（芬蘭語：Jarkko Immonen，1982年4月19日—），芬兰男子冰球运动员。他曾代表芬兰国家队参加2010年和2014年冬季奥林匹克运动会冰球比赛，获得二枚铜牌。